# Alexander Benitz
Alexander Benitz (Endingen, Alemania, 1813-Colonia Tovar, estado Aragua, Venezuela, 15 de noviembre de 1865) fue un grabador y cartógrafo creador, en conjunto con Agustín Codazzi, del plano de la nueva Colonia Tovar, trabajo incluido como suplemento de la revista El Liceo Venezolano (febrero 1842), considerándose el primer mapa de una parte de una parte del territorio venezolano impreso en Venezuela.

## Biografía
Se graduó en Friburgo de Brisgovia (Alemania) en agricultura y realizó estudios de litografía. 
En 1832 se trasladó a París. En la litografía de Thierry Frères conoció a Agustín Codazzi, quien supervisaba la impresión del Atlas de Venezuela (París: H. Fournier, 1841, con indicación de Caracas, 1840) y del Resumen de la geografía de Venezuela (París: H. Fournier, 1841), cuya bella portada, delineada por Carmelo Fernández, fue pasada a la piedra por Benitz, logrando estilizar el dibujo original. Asimismo se editó el Mapa físico y político de la República de Venezuela, que era una reproducción conjunta de ocho mapas del Atlas (11 al 18)..
En 1840, mientras se llevaba a cabo la impresión del atlas, Codazzi le mostró el oficio recibido del ministro del Interior de Venezuela donde se le solicitaba su opinión sobre los lugares adecuados que pudieran existir en el país para el establecimiento de colonias de inmigrantes. Entusiasmados, Codazzi y Benitz organizaron en Alemania un grupo de 358 agricultores y artesanos, oriundos en su mayoría de Westfalia y de Suabia, para formar un núcleo de poblamiento en el lugar que se denominó Colonia Tovar, situado en la cordillera costera de Aragua.
En 1841, Benitz llegó a Venezuela contratado para pegar y charolar los mapas del atlas, y pronto se asoció a los nuevos proyectos de Codazzi para fundar la colonia de inmigrantes.  A principios de agosto de ese año, Codazzi y Benitz llegaron a La Guaira y, entre octubre y noviembre, Codazzi elaboró el plano de la nueva Colonia Tovar cuya impresión estaría a cargo de Benitz. El 26 de noviembre de 1841, Codazzi presentó un informe al secretario del Interior y Justicia con un croquis donde se señalaban los sitios posibles para la ubicación de la colonia. Poco después, Benitz graba en piedra el Plano del terreno entre Caracas, La Victoria y Puerto de Maya, delineado por Codazzi, "el primer plano de una parte del territorio venezolano impreso en el país". Esta litografía apareció en una edición de 200 ejemplares como suplemento del Liceo Venezolano de febrero de 1842.
En 1842, Benitz y Codazzi parten de nuevo hacia Europa. Mientras Codazzi realizaba los preparativos para las fiestas por la repatriación de los restos de Simón Bolívar, Benitz iniciaba en el ducado de Baden los arreglos para seleccionar y contratar a los futuros emigrantes de la colonia. Los nuevos pobladores llegaron el 4 de marzo y ya el 8 de abril se encontraban en El Palmar del Tuy. Entre aquellos inmigrantes se encontraban los cinco hermanos de Benitz, que formaron pronto una compañía.

### La primera cerveza de Venezuela
Según Shakira Di Marzo, escritora del portal web El Estímulo, Alexander fue el que impulsó a sus hermanos: Theodor, Karolina, Karl, Lugarda y a otros alemanes a asentarse en la Colonia Tovar. Fue topógrafo y litógrafo y desde que llegó a la Colonia se erigió como un político con gran determinación dentro de las tomas de decisión en el pueblo. Entre los hermanos monopolizaron la fundada Colonia y apenas un mes después de la elaboración de la primera cerveza, Theodor, quien fuera fundador de la cerveza Benitz, falleció un 26 de junio gracias a unas lesiones sufridas por oponerse a las políticas de gobierno de su propio hermano Alexander.
Benitz, además de ser el apellido de Alexander (un hombre “malo” y de carácter fuerte por haber matado a su propio hermano) es también el apellido de los hermanos que fabricaron la primera cerveza de Venezuela y eso la convierte en una marca especial con historia para los colonieros (y para la historia de la cerveza en Venezuela).

### La Colonia Tovar

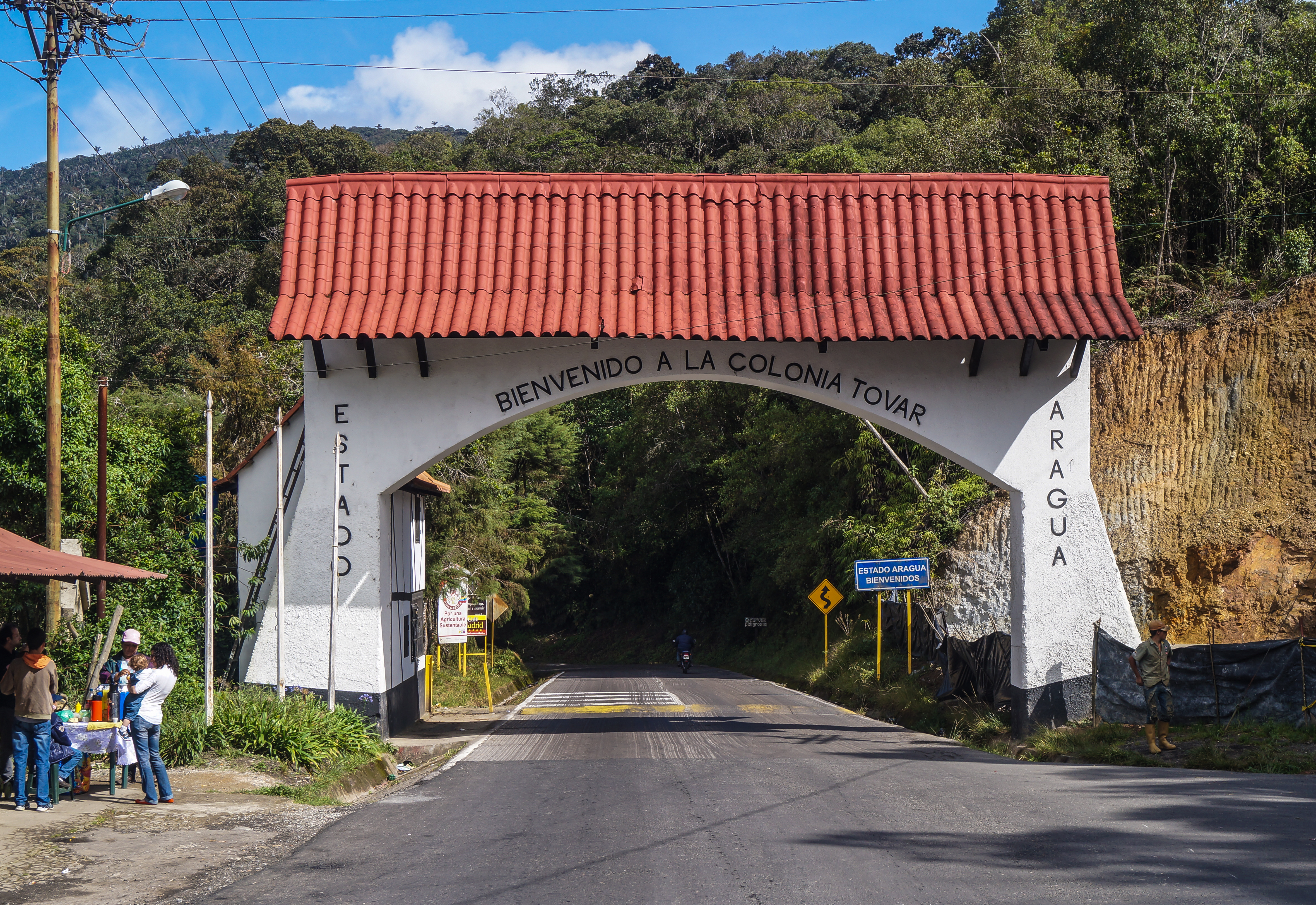
Colonia Tovar

Según Leszek Zawisza, es Benitz quien organiza realmente la colonia. Además de estos trabajos, inició el 8 de agosto de 1843 la publicación del Boletín de la Colonia Tovar. Cuando Ferdinand Bellermann llegó a la colonia el 9 de marzo de 1844, en compañía de Karl Moritz, Benitz era el administrador y fue con él con quien recorrió sus alrededores, realizando los primeros cuadros que se conocen de la nueva población a la vez que registró en su diario los conflictos entre los inmigrantes y Agustín Codazzi.
```
Al ser nombrado Codazzi gobernador de la provincia de 
Barinas
, Benitz lo sustituye como gobernador de la Colonia Tovar en 1846. 
```

Benitz anuncia su partida a Europa a comienzos de 1856, donde permaneció hasta 1858. A su regreso trajo a su prometida Josefa Hilderbrandt, con quien se casó en la Colonia Tovar en 1859.
Años después, hacia 1862, ensayó con Moritz cultivos de flores en los jardines de La Viñeta, residencia de José Antonio Páez en Caracas. Tras la caída de José Antonio Páez se retiró a la Colonia Tovar, donde falleció.

## Cargos desempeñados
- Grabador y cartógrafo en la litografía de Thierry Frères en 1832.
- Organizador, cartógrafo y litógrafo de la Colonia Tovar a partir de 1840 hasta su muerte.
- Primer juez de paz de la Colonia Tovar.
- Gobernador de la Colonia Tovar en 1846.